# Albert Moens
Albert Moens (Heerlen, 30 juni 1952 – Huizen, 9 augustus 2013) was een GroenLinks-politicus.
Moens kwam uit een Limburgs predikantengezin met vier kinderen. In zijn jeugd waren geloof en politiek belangrijke thema's. Hij studeerde sociaal-educatief werk. Hij solliciteerde eerst voor een baan bij een clubhuis maar werd geadviseerd een beleidsbaan bij de overheid te gaan zoeken. Hij werkte ruim 17 jaar bij verschillende gemeenten en later in het bedrijfsleven als organisatieadviseur.
Moens is afkomstig uit de PPR. Eind jaren 80 was hij lid van het bestuur van de PPR en heeft zo bijgedragen aan de vorming van GroenLinks. Vervolgens was hij lange tijd gemeenteraadslid in Leusden. In 1998 werd hij, namens GroenLinks, burgemeester van Oostzaan.
Moens was van 2003 tot 2008 lid van de Gedeputeerde Staten van Noord-Holland in een coalitie van CDA, VVD, D66 en GroenLinks. Hij was verantwoordelijk voor milieu, natuur, onderwijs en regionale media. In 2007 bleef Moens namens GroenLinks lid van de Gedeputeerde Staten, nu in een coalitie van CDA, VVD, PvdA en GroenLinks. Hij was verantwoordelijk voor milieu, natuur, energie en luchtkwaliteit. Als zodanig was hij namens de provincie aandeelhouder bij Nuon. In mei 2008 verliet hij de politiek. Zijn plaats als gedeputeerde werd overgenomen door Bart Heller. Tot aan zijn dood was hij naast adviseur op het gebied van duurzaamheid tevens raadslid in Huizen. Eind 2013 kwam hij - postuum - in opspraak omdat hij in zijn periode als gedeputeerde werkzaamheden verrichtte voor het failliete energiebedrijf Econcern/DarwinD terwijl dat bedrijf zaken deed met de provincie waar Moens als bestuurder zetelde. Zo probeerde hij zijn werkzaamheden te postdateren om zoals hij zelf schreef "gedoe te voorkomen".